# Kanadyjska Rada Unitarian
Kanadyjska Rada Unitarian (w oryginale: Canadian Unitarian Council, w skrócie CUC) – organizacja zrzeszająca unitarian w Kanadzie. Należy do niej ponad 5000 dorosłych członków i około 700 dzieci, w tym 28 aktywnych ministrów. Należy do niej 46 kongregacji nie licząc niewielkich wspólnot. Należy do ICUU

## Działalność publiczna
Kanadyjska Rada Unitarian popierała wprowadzoną w czerwcu 2005 roku ustawę umożliwiającą małżeństwa homoseksualne.